# Gare de Rábahíd
La gare de Rábahíd (en hongrois : Rábahíd vasútállomás) est une gare ferroviaire hongroise de la ligne 14 de Pápa à Csorna, située sur le territoire de la Localité de Várkesző dans le comitat Veszprém.
C'est un simple arrêt mis en service en 1936. Il est, comme la ligne, fermé au service des voyageurs en 2007 et rouvert en 2010.
C'est une halte voyageurs de la Magyar Államvasutak (MÁV) desservie par des trains locaux.

## Situation ferroviaire
Établie à 120 mètres d'altitude, la gare de Rábahíd est située au point kilométrique (PK) 15 de la ligne 14 de Pápa à Csorna (voie unique), entre les gares de Marcaltő et de Szany-Rábaszentandrás.

## Histoire
L'arrêt de Rábahíd est mis en service en 1936, à proximité du pont sur la rivière Raab.
Il est fermé au service des voyageurs, comme l'ensemble de la ligne, le 3 mars 2007, mais ce service est rouvert le 4 juillet 2010.

## Service des voyageurs

### Accueil
Halte MÁV, c'est un point d'arrêt non géré (PANG) à accès libre, avec un simple quai court en bois établi au milieu des champs sur le bord d'une petite route.

### Desserte
Rábahíd est desservie par des trains omnibus de ligne 14 de la MÁV.

### Intermodalité
La petite route 8412 permet de rejoindre le village à environ 500 mètres.